# نوربرتو بریاسکو-بالکیان
نوربرتو بریاسکو-بالکیان (ارمنی: Նորբերտո Ալեխանդրո Բրիասկո Բալեկյան؛ زادهٔ ۲۹ فوریهٔ ۱۹۹۶) بازیکن فوتبال اهل ارمنستان است.
از باشگاه‌هایی که در آن بازی کرده‌است می‌توان به باشگاه فوتبال اتلتیکو هوراکان اشاره کرد. در ژوئن 2021 او با باشگاه فوتبال بوکا جونیورز قراردادی چهارساله بست.

## زندگی شخصی
نوربرتو در بوئنوس آیرس به دنیا آمده است. او شهروندی ارمنستان را از راه مادرش، با نام خانوادگی بالکیان، که پدر و مادری ارمنی داشتند، گرفته است. پدربزرگش در آموزش ارمنی به او کمک کرده است. نوربرتو در این رابطه می گوید که این کار بسیار برای او سخت بوده است

## تیم ملی
وی همچنین در تیم ملی فوتبال ارمنستان بازی کرده‌است. بریاسکو-بالکیان نخستین بازی ملی خود را که یک بازی دوستانه بود در تاریخ ۲۴ مارس ۲۰۱۸ در ایروان در مقابل استونی انجام داده‌است